# Riviera del Garda Classico
Riviera del Garda Classico è la  denominazione di origine controllata di un vino prodotto in provincia di Brescia.

## Zona di produzione
La zona di produzione delle uve comprende le aree vitate presenti nei comuni di Bedizzole, Calvagese della Riviera, Capo Valle, Desenzano del Garda, Gargnano, Gardone Riviera, Gavardo, Idro, Limone sul Garda, Lonato, Manerba del Garda, Moniga del Garda, Muscoline, Padenghe del Garda, Polpenazze, Pozzolengo, Provaglio, Puegnago, Roè Volciano, Sabbio Chiese, Salò, San Felice del Benaco Sirmione, Soiano del Lago, Tignale, Toscolano Maderno, Tremosine, Treviso Bresciano, Valsabbia, Villanuova sul Clisi, Vobarno.
La sottozona Valtenesi comprende l'intero territorio dei comuni di Bedizzole, Calvagese della Riviera, Gardone Riviera, Gavardo, Manerba del Garda, Moniga del Garda, Muscoline, Padenghe sul Garda, Polpenazze del Garda, Puegnago del Garda,
Roè Volciano, Salò, San Felice del Benaco, Soiano del Lago, Villanuova sul Clisi  e parte dei comuni di Lonato del Garda, Desenzano del Garda, Pozzolengo e Sirmione.

## Storia
L'area di produzione corrisponde al territorio che si differenziava per ragioni storico-economiche dalle contigue rive lacustri e che storicamente viene definita "Riviera” del Garda". Nel XX secolo sono stati aggiunti gli aggettivi "Classico" e "Bresciano" per identificare i prodotti agricoli di più antica origine e storia commerciale presenti intorno al Lago di Garda. 
La parte centrale e più collinare, dove tradizionalmente si coltiva il vitigno Groppello, è chiamata "Valténesi"

## Tecniche di produzione
Le operazioni di vinificazione devono avvenire all'interno della zona di produzione; tenuto però conto di alcune situazioni tradizionali, è possibile autorizzarle nell'intero territorio della provincia di Brescia, fatta eccezione per la sottozona Valtènesi. I vini spumanti possono venire elaborati nelle province di Verona, Mantova, Brescia, Vicenza e Treviso.
La tipologia "Chiaretto" deve essere vinificata dopo una breve macerazione delle uve; nella versione spumante il termine "chiaretto" deve essere sostituito dal termine "rosé", mentre per il rosato è obbligatorio.
L'indicazione del millesimo è obbligatoria per tutte le tipologie escluso lo spumante.
Le chiusure con tappo a corona o tappo a strappo sono vietate.
Nella sottozona "Valtènesi", tale indicazione deve sempre precedere la denominazione Riviera del Garda Classico ed essere di dimensioni almeno doppie; nel rosso è vietata l'indicazione del colore; la menzione "chiaretto" è facoltativa. Sono infine previste le indicazioni "vigna" e le menzioni geografiche Padenghe, Moniga, Manerba, Mocasina, Portese, Polpenazze, Picedo, Puegnago, Raffa e San Felice.

## Disciplinare
La DOC è stata approvata con Delibrea della Commissione Europea C/2024/1496 del 14.2.2024

## Tipologie

### Bianco
Non sono idonei i vigneti già iscritti alle DOC San Martino della Battaglia e Lugana.
| uvaggio                        | Riesling,(Riesling italico e/o Riesling renano) minimo 50%. (vitigni aromatici che non possono superare il 5%). |
| titolo alcolometrico minimo    | 11,00% |
| acidità totale minima          | 4,50 g/l. |
| estratto secco minimo          | 16,00 g/l |
| resa massima di uva per ettaro | 120 q. |
| resa massima di uva in vino    | 70% |

### Rosso
| uvaggio                        | Groppello Gentile, Groppello Mocasina, Groppello Santo Stefano, anche congiuntamente, minimo 30%. Marzemino, Barbera e Sangiovese, anche congiuntamente, massimo 70%, ciascuno per il 25% massimo. Uve nere non aromatiche massimo 25%, tra cui Cabernet Sauvignon, Cabernet franc, Carmenere e Merlot complessivamente 10% massimo. |
| titolo alcolometrico minimo    | 11,50% (superiore 12,00% vol.) |
| acidità totale minima          | 4,50 g/l. |
| estratto secco minimo          | 21,00 g/l (superiore 24,00 g/l.) |
| resa massima di uva per ettaro | 110 q. |
| resa massima di uva in vino    | 70% |

## Chiaretto
| uvaggio                        | Groppello Gentile, Groppello Mocasina, Groppello Santo Stefano, anche congiuntamente, minimo 30%. Marzemino, Barbera e Sangiovese, anche congiuntamente, massimo 70%, ciascuno per il 25% massimo. Uve nere non aromatiche massimo 25%, tra cui Cabernet Sauvignon, Cabernet franc, Carmenere e Merlot complessivamente 10% massimo. |
| titolo alcolometrico minimo    | 11,50% |
| acidità totale minima          | 4,50 g/l. |
| estratto secco minimo          | 16,00 g/l |
| resa massima di uva per ettaro | 120 q. |
| resa massima di uva in vino    | 70% |

### Groppello
| uvaggio                        | Groppello Gentile, Groppello Mocasina, Groppello Santo Stefano, anche congiuntamente, minimo85%. |
| titolo alcolometrico minimo    | 11,50%                                                                                           |
| acidità totale minima          | 4,50 g/l.                                                                                        |
| estratto secco minimo          | 21,00 g/l                                                                                        |
| resa massima di uva per ettaro | 120 q.                                                                                           |
| resa massima di uva in vino    | 70%                                                                                              |

### Spumante rosé
| uvaggio                        | %         |
| titolo alcolometrico minimo    | 11,00%    |
| acidità totale minima          | 5,00 g/l. |
| estratto secco minimo          | 15,00 g/l |
| resa massima di uva per ettaro | q.        |
| resa massima di uva in vino    | 70%       |
| invecchiamento                 |           |

### Valtenesi rosso
| uvaggio                        | Groppello Gentile, Groppello Mocasina, Groppello Santo Stefano, anche congiuntamente, minimo 30%. Marzemino, Barbera e Sangiovese, anche congiuntamente, massimo 70%, ciascuno per il 25% massimo. Uve nere non aromatiche massimo 25%, tra cui Cabernet Sauvignon, Cabernet franc, Carmenere e Merlot complessivamente 10% massimo. |
| titolo alcolometrico minimo    | 12,00% |
| acidità totale minima          | 4,50 g/l. |
| estratto secco minimo          | 23,00 g/l |
| resa massima di uva per ettaro | 110 q. |
| resa massima di uva in vino    | 70% |
| invecchiamento                 | 2 anni per la menzione "riserva" |

### Valtenesi chiaretto
5. I vini della sottozona “Valtenesi” seguiti dalla menzione riserva, devono essere sottoposti ad un periodo di invecchiamento minimo di 2 anni. 
| uvaggio                        | Groppello Gentile, Groppello Mocasina, Groppello Santo Stefano, anche congiuntamente, minimo 30%. Marzemino, Barbera e Sangiovese, anche congiuntamente, massimo 70%, ciascuno per il 25% massimo. Uve nere non aromatiche massimo 25%, tra cui Cabernet Sauvignon, Cabernet franc, Carmenere e Merlot complessivamente 10% massimo. |
| titolo alcolometrico minimo    | 12,00% |
| acidità totale minima          | 4,50 g/l. |
| estratto secco minimo          | 17,00 g/l |
| resa massima di uva per ettaro | 110 q. |
| resa massima di uva in vino    | 70% |
| invecchiamento                 | 2 anni per la menzione "riserva" |